# 海龍 (爬蟲類)
海龍（學名：Thalattosaurus）是種已滅絕海生爬行动物，屬於海龍目，生存於三疊紀。海龍的模式種身長約2.4公尺，可能以貝類為食。

## 分類
海龍目前已發現兩個種：發現於美国的亚历山大海龙（T. alexandrae模式種）、以及1993年發現於加拿大卑詩省的北方海龍（T. borealis）。